# Eresia laias
Eresia laias är en fjärilsart som beskrevs av Frederick DuCane Godman och Osbert Salvin 1879. Eresia laias ingår i släktet Eresia och familjen praktfjärilar. Inga underarter finns listade i Catalogue of Life.